# Svennevad
Svennevad is een plaats in de gemeente Hallsberg in het landschap Närke en de provincie Örebro län in Zweden. De plaats heeft 126 inwoners (2005) en een oppervlakte van 35 hectare.